# Aleksej Egorovič Trupp
Aleksej Egorovič Trupp (in russo Алексей Егорович Трупп?; Kalnagals, 8 aprile 1856 – Ekaterinburg, 17 luglio 1918) è stato un cocchiere russo.
Capo cocchiere alla corte di Nicola II di Russia, seguì la famiglia Romanov in esilio dopo la rivoluzione russa del 1917 e venne assassinato dai bolscevichi il 17 luglio 1918 ad Ekaterinburg.
A differenza degli altri membri della famiglia imperiale dei Romanov e del loro seguito, Yegorovich era cattolico e pertanto non venne canonizzato della Chiesa ortodossa russa nel 1991 come gli altri membri della tragedia. È stato invece riconosciuto come santo dalla chiesa ortodossa russa esterna alla Russia.

## Biografia
Originario dell'odierna Lituania (all'epoca parte integrante e indistinta dell'Impero russo), Trupp entrò al servizio della corte imperiale russa come cocchiere.
Quando la famiglia imperiale venne esiliata, scelse di seguirne fedelmente le sorti. All'arrivo del gruppo a Ekaterinburg, il 24 maggio 1918, sostituì il cameriere Terentij Ivanovič Čemodurov a Casa Ipat'ev dal momento che questi si era ammalato ed era stato inviato presso il locale ospedale.
La notte tra il 16 e il 17 luglio 1918, venne giustiziato assieme agli altri membri della famiglia imperiale e del suo entourage presso Ekaterinburg. Quando i suoi resti vennero ritrovati e identificati come gli altri nel 1998, il 17 luglio gli venne data degna sepoltura presso la cattedrale di Pietro e Paolo a San Pietroburgo. Sulla tomba di Trupp venne però posta, a differenza degli altri membri, una croce cattolica a rimarcare la sua fede.